# Jouy-sous-Thelle
Jouy-sous-Thelle település Franciaországban, Oise megyében. Lakosainak száma 1067 fő (2022. január 1.). Jouy-sous-Thelle Beaumont-les-Nonains, La Houssoye, Le Mesnil-Théribus, Porcheux, La Corne-en-Vexin, Les Hauts-Talican és Montchevreuil községekkel határos.

## Népesség
A település népességének változása:
| Lakosok száma | 1062 | 1041 | 1048 | 1028 | 1036 | 1039 | 1048 | 1058 | 1067 |
|               | 2013 | 2015 | 2016 | 2017 | 2018 | 2019 | 2020 | 2021 | 2022 |